# Attraverso le porte della Chiave d'Argento
Attraverso le porte della chiave d'argento (Through the Gates of the Silver Key) è un racconto fantasy dello scrittore statunitense Howard Phillips Lovecraft, che riscrisse interamente un abbozzo narrativo di Edgar Hoffmann Price, concepito per dare un seguito al racconto di Lovecraft La chiave d'argento. È l'ultima storia appartenente alla Saga di Randolph Carter, che ha come protagonista per l'appunto Randolph Carter.

## Trama
Nel corso di una riunione indetta per decidere il destino della tenuta di Randolph Carter dopo la sua scomparsa, il misterioso indù Swami Chandraputra, avvolto in un turbante, con indosso vesti imgombranti, una folta barba e mani guantate, raccontò ai presenti quale fosse stata la vera sorte di Randolph Carter: la chiave d'argento lo aveva condotto a una dimensione superiore da cui aveva avuto modo di inoltrarsi in un viaggio verso angoli remoti e ignoti del cosmo. Nel corso del viaggio, aveva incontrato 'Umr at-Tawil, pericolosa creatura citata nel Necronomicon, che gli aveva offerto la possibilità di spingersi ancora oltre; Carter così aveva avuto modo così di comprendere la vera essenza dell'universo e si era poi deciso a varcare "l'ultima soglia". 
Oltre questa soglia, Carter in una forma disincarnata del suo io umano, aveva incontrato un'Entità, che si presume fosse lo Yog-Sothoth, che gli spiegò che tutti gli esseri coscienti non sono altro che multiformi manifestazioni dell'unico essere archetipo ed eterno, che vive nello spazio al di là delle dimensioni. Lo stesso Carter, e tutti gli infiniti abitanti delle altre ere e mondi, altro non erano che proiezioni di questo particolare essere, l'Archetipo Supremo. Senza averne una reale intenzione, Carter espresse mentalmente il desiderio di accedere a uno dei tanti mondi fantastici che aveva conosciuto nei suoi sogni. L'Entità, intenzionata ad accordargli quanto richiesto, lo ammoniì di memorizzare tutti i simboli che avrebbe adoperato nel corso del viaggio, o non avrebbe avuto modo di tornare indietro. Ma Carter ritenne che la chiave d'argento sarebbe stata sufficiente, salvo scoprire con orrore che invece non poteva bastare, e di essere rimasto intrappolato nel corpo del Mago Zkauba del pianeta Yaddith. Al Mago Zkauba appartenevano infatti i sogni che Carter aveva visto, e adesso si trovava irrimediabilmente rinchiuso nel suo corpo ripugnante. 
Solo dopo lungo tempo, Carter riuscì a trovare il modo di tenere a bada la personalità del Mago, somministrandogli una droga che non ne avrebbe però cancellato sapere e sogni. Utilizzando la tecnologia di quel pianeta e la Chiave d'argento, fu in grado di tornare sulla terra, nel tempo presente, e perfino a rientrare in possesso del suo corpo; il suo messaggio finale era che presto si sarebbe presentato anche a reclamare la sua proprietà. 
Quando l'indù ebbe finito il racconto, il cugino di Carter (l'avvocato Aspinwall) accusò Swami Chandraputra di essere un truffatore e di aver raccontato una storia falsa nel tentativo di impossessarsi dei beni dello scomparso. Nel dirlo, tentò di strappare le maschere e la barba dello Swami, per scoprire che non di essere umano si trattava, ma lo stesso Randolph Carter, ancora intrappolato nell'orrendo corpo dell'alieno mago Zkauba. Gli altri testimoni non videro il vero volto di Zkauba; solo Aspinwall, che crollò a terra morto. Per l'intensità dell'onda emotiva, Zkauba riprese possesso del suo corpo ed entrò entra in un orologio a forma di bara, coperto di geroglifici, da cui riuscì a sparire alla vista dei presenti.
Il racconto si conclude con un sinistra conclusione, in cui si torna a ipotizzare che lo Swami fosse effettivamente un truffatore, ma si prende atto che numerosi dettagli della storia sembrerebbero invece autentici.

## Edizioni in italiano
- Howard Phillips Lovecraft, La casa delle streghe; La chiave d'argento; Attraverso le porte della chiave d'argento, traduzione di Giovanni de Luca, SugarCo, Milano 1994
- Howard Phillips Lovecraft; I taccuini di Randolph Carter, a cura di Marco Peano; traduzione di Mario Capello, Einaudi, Torino 2021